# Diomède (Alaska)
Pour les articles homonymes, voir Diomède (homonymie).
Diomède (en russe : Диомид (Diomid), en inupiaq : Iŋaliqest) est un village des États Unis situé sur l'île de la petite Diomède, au milieu du détroit de Béring. Rattaché à la région de recensement de Nome, il appartient à l'État de l'Alaska. Proche de la ligne de changement de date, c'est le seul village de l'île.
Sa superficie est de 7,35 km2 et sa population était de 80 habitants en 2023.
Le site était déjà habité il y a 3 000 ans. C'était à l'origine un camp de chasse en été. Le premier explorateur non autochtone à décrire le site est Simon Dejnev en 1648.

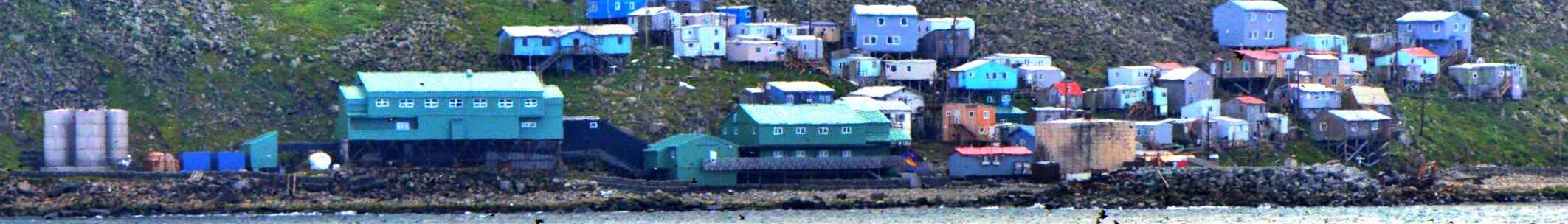
Diomède en 2014.

## Démographie
| 1880 | 1890 | 1910 | 1920 | 1930 | 1940 | 1950 | 1960 |
| ---- | ---- | ---- | ---- | ---- | ---- | ---- | ---- |
| 40   | 85   | 90   | 101  | 139  | 129  | 103  | 89   |

| 1970 | 1980 | 1990 | 2000 | 2010 | 2020 | - | - |
| ---- | ---- | ---- | ---- | ---- | ---- | - | - |
| 84   | 139  | 178  | 146  | 115  | 83   | - | - |

## Sources
1. ↑  United States Census Bureau, Gazetteer 2016.
2. ↑  (en) « Diomede - Inalik, Alaska », sur alaskaweb.org (consulté le 9 avril 2023).
3. ↑  « Statistiques des États-Unis - Alaska - Profils des communautés de 2010 » (consulté en novembre 2020)